# NGC 5601
NGC 5601 (również PGC 51370) – galaktyka spiralna (S?), znajdująca się w gwiazdozbiorze Wolarza. Odkrył ją Robert Ball 27 marca 1867 roku.